# Bodianus cylindriatus
Bodianus cylindriatus е вид бодлоперка от семейство Labridae. Видът не е застрашен от изчезване.

## Разпространение и местообитание
Разпространен е в Австралия, Нова Каледония, Провинции в КНР, САЩ, Тайван и Япония.
Среща се на дълбочина от 250 до 366 m, при температура на водата от 11,5 до 17,4 °C и соленост 34,4 – 35,5 ‰.

## Описание
На дължина достигат до 14,2 cm.